# Mga munting tinig
Mga munting tinig (titolo internazionale Small Voices) è un film del 2002 diretto da Gil Portes. Si tratta della prima pellicola filippina ad essere distribuita dalla Warner Bros.
Il film, ambientato nella zona rurale di Malawig, ha ricevuto numerosi premi e nomination nei più importanti festival cinematografici nazionali.

## Trama
Melinda è una giovane supplente presso la scuola elementare di Malawig, situata in una zona rurale. In quanto neolaureata, la famiglia della ragazza nutre grandi speranze in lei e si aspetta che essa vada a trovare lavoro all'estero. Melinda è di tutt'altra idea e decide di accettare un l'incarico impegnativo propostole: la scuola risulta infatti priva di risorse e i suoi dipendenti sono corrotti. A tali disagi si aggiungono le costanti e pesanti piogge, nonché la presenza nelle vicinanze del gruppo terroristico del Nuovo Esercito Popolare.
I bambini dimostrano scarsa attenzione e voglia di imparare, essendo affetti dalla situazione in cui vivono quotidianamente. Melinda cerca così di motivarli puntando sul loro interesse nel canto e sfrutta un'occasione per farli partecipare ad un concorso canoro. La ragazza incontra però una certa resistenza da parte del personale scolastico e dei genitori dei bambini. Oltretutto, la tragica morte di un membro del coro per mano dell'esercito filippino si rivela un grande colpo ai gioiosi preparativi del gruppo. Melinda non si dà per vinta e con la propria determinazione cerca di superare le sfide che si trovano sul cammino dei bambini.

## Riprese
Le riprese del film si sono svolte nella zona rurale di Malawig, in Filippine.